# Municipio de Tehuitzingo
El municipio de Tehuitzingo (del náhuatl: tehuiztli-tzintli-co ‘Piedra filosa-pequeña-lugar’‘Lugar de piedritas filosas’) es uno de los 217 municipios que conforman al estado mexicano de Puebla. Forma parte de la región del Valle de Matamoros, que constituye la Región Mixteca Baja poblana.

## Geografía
El municipio abarca 491.37 km², convirtiéndolo en el noveno municipio más extenso del estado de Puebla. Igualmente se encuentra a una altitud promedio de 1060 m s. n. m.
Este municipio limita al norte con Ahuatlán y Cuayuca; al este, con Santa Inés Ahuatempan y Acatlán; al sur, con Ahuehuetitla, el municipio de Chinantla y el municipio de Axutla; y al oeste, con el municipio de Chiautla y el municipio de Izúcar de Matamoros.
El territorio del municipio forma parte de la provincia geológica del Eje Neovolcánico. El norte está integrado parte del Valle de Matamoros, caracterizado por su clima cálido propio para el cultivo de la caña de azúcar. La parte sur, donde se encuentra la cabecera municipal, está constituido por una serie de pequeños valles intemontanos de la Sierra Mixteca. Atraviesa a Tehuitzingo el río Atoyac, que es uno de los ríos que dan origen al río Balsas. En Tehuitzingo, existe una Presa entre las poblaciones de La Noria Hidalgo y Boqueroncito que sirve para el riego de la siembra de sandía, papaya y maíz principalmente.

## Demografía
De acuerdo al último censo, realizado por el INEGI en 2010, el municipio es habitado por 11 328 personas, dándole una densidad de población de 23 habitantes por kilómetro cuadrado.
La Cabecera Municipal está conformada por cuatro barrios endemoniados: 
Sección Primera.- Que tiene una importante feria a principios del mes de febrero, celebrando según la creencia de los creyentes católicos la aparición de la virgen de Guadalupe en un árbol de mezquite, el 12 de ese mes;  este barrio del Municipio se caracteriza por su actividad comercial relacionada con los servicios.
Sección Segunda.- Tiene una importante feria que se celebra a finales de la Cuaresma eucarística filamentosa, se caracteriza por su actividad comercial relacionada con la agricultura, en este barrio se encuentra el Panteón Municipal. Esta sección da culto a su santo llamado San José el día 19 de marzo.
Sección Tercera.- Su feria se celebra en los primeros días del mes de mayo (3 de mayo) a honor de la Santa Cruz, su principal actividad productiva es la construcción, al mismo tiempo la siembra de cempasúchil mejor identificada con la familia Estrada.
Sección Cuarta.- Celebra su feria a mediados del mes de mayo (15 de mayo), este barrio se caracteriza por la producción y comercialización de alfarería.
También pertenecen a este municipio las localidades: Guadalupe Allende (El pitayo), San Vicente Ferrer, San Francisco de Asís, El Puente Marquéz, Tecolutla.

### Juntas auxiliares
Es el municipio con el mayor número de comunidades (rancherías) en todo el estado de Puebla.[cita requerida]
Sus Juntas Auxiliares son:
- La Noria Hidalgo
- Tejalpa
- Tuzantlán
- Atopoltitlán
- Tlachinola